# 미하엘 페어회벤

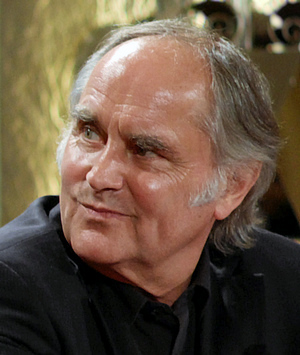

미하엘 페어회벤(Michael Verhoeven, 1938년 7월 13일~2024년 4월 22일)은 독일의 배우, 영화배우, 영화감독, 영화 프로듀서, 각본가이다.
베를린에서 태어났다.

## 영화
- 웰컴 투 저머니(2016년)
- 렛츠 고!(2014년)
- 언노운 솔저(2006년)
- 더 걸(1990년)
- O.K.(1970년)